# Vicente Paterno
Vicente „Ting“ Tirona Paterno (* 18. November 1925 in Quiapo, Manila; † 21. November 2014 in Manila) war ein philippinischer Politiker und Wirtschaftsmanager, der Minister während der Amtszeit von Präsident Ferdinand Marcos sowie zwischen 1987 und 1992 Senator war.

## Leben

### Lektor, Minister und Abgeordneter
Paterno begann nach dem Schulbesuch zunächst ein Maschinenbaustudium an der Universität der Philippinen, das er 1948 mit einem Bachelor of Science (B. S. Mechanical Engineering) beendete. Ein darauf folgendes postgraduales Studium im Fach Management schloss er 1953 mit einem Master of Business Administration (MBA) an der Harvard University ab. Im Anschluss war er zwischen 1954 und 1962 Lecturer an der Universität der Philippinen, an der Universität De La Salle in Manila sowie der Ateneo de Manila University. Daneben wurde er zunächst Berater und 1958 Hauptgeschäftsführer der Bacnotan Cement.
1970 wurde Paterno Vorsitzender der Behörde für Investitionen BOI (Board of Investments) und bekleidete diese Funktion bis zum 24. Juli 1979. Bei einer Kabinettssitzung am 11. September 1973 wurde er zudem von  Präsident Ferdinand Marcos in das neu geschaffene Amt eines Industrieministers (Minister of Industry) berufen.  1978 wurde er als Kandidat der Marcos-treuen Liste der Bewegung der Neuen Gesellschaft KBL (Kilusang Bagong Lipunan) zudem Mitglied des Interim-Kongresses (Interim Batasang Pambansa) gewählt. Auf der Liste belegte er nach der Gouverneurin von Metro Manila Imelda Marcos und Außenminister Carlos P. Rómulo den dritten Platz. In der Interim Batasang Pambansa vertrat er bis 1984 den Hauptstadtbezirk (National Capital Region). Im Zuge einer Regierungsumbildung übernahm er am 24. Juli 1979 von Balthasar Aquino das Amt des Ministers für öffentliche Straßen (Minister of Public Highways), während Roberto Ongpin neuer Industrieminister wurde. Nach den Zerstörungen durch den Taifun Aring trat er im November 1980 von seinem Amt als Minister für öffentliche Straßen zurück.

### Wirtschaftsmanager und Senator
Nach seinem Ausscheiden aus der Regierung wurde Paterno Vorstandsvorsitzender der Philippine Seven Corporation, die die Einzelhandelsgeschäfte des Mischkonzerns 7-Eleven auf den Philippinen betreibt, sowie 1986 Vorstandsvorsitzender und Präsident der staatlichen Erdölgesellschaft PNOC (Philippine National Oil Company). Nach dem Sturz von Präsident Marcos im Zuge der EDSA-Revolution vom 23. bis 25. Februar 1986 wurde er von Präsidentin Corazon Aquino zum Stellvertretenden Exekutivsekretär für Energie (Deputy Executive Secretary for Energy) in das Präsidialamt im Malacañang-Palast berufen und bekleidete dieses Amt bis 1987.
Bei den Wahlen zum Senat am 11. Mai 1987 wurde Paterno als Kandidat der Vereinigten Nationalistischen Demokratischen Union UNIDO (United Nationalist Democratic Organization), die zur Koalition Volksmacht LABAN (Lakas ng Bayan) gehörte, mit 9.647.680 persönlichen Stimmen (42,4 Prozent) auf dem 17. der 24 zu vergebenden Sitzen zum Mitglied des Senats gewählt. Er gehörte dem Senat bis zu den darauf folgenden Wahlen am 11. Mai 1992 an und verzichtete dabei auf eine erneute Kandidatur. 2013 wurde ihm der Ramon V. del Rosario Award for Nation Building verliehen.
Aus seiner Ehe mit Socorro Paz Trinidad Pardo gingen fünf Kinder hervor. Nach seinem Tode wurde er auf dem Friedhof San Antonio im Forbes Park in Makati beigesetzt.